# Вестердалельвен
Вестердалельвен (швед. Västerdalälven) — річка у центральній частині Швеції. Довжина річки становить 300 км, площа басейну — 8630 км², що становить приблизно 29,73 % від басейну Далельвен, що бере початок в місці злиття річок Вестердалельвен і Естердалельвен.

## Географія
Річка Вестердалельвен у верхній течії протікає під назвою Йореельвен (швед. Göreälven).